# کریریشا

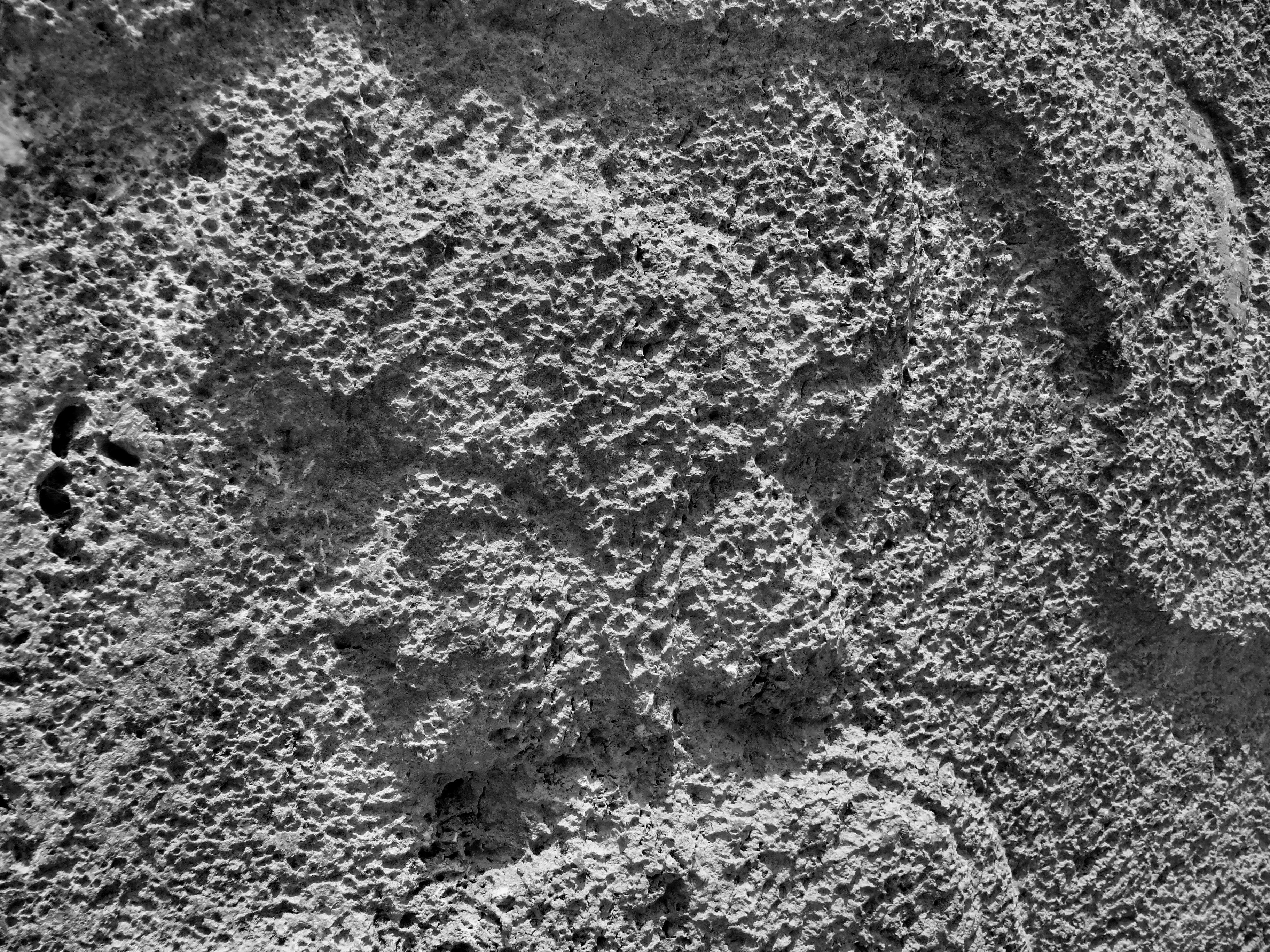
نقش کیریریشا در نقش برجسته کورانگون در فهلیان فارس که یکی از نقوش برجسته بازمانده تمدن عیلام است.

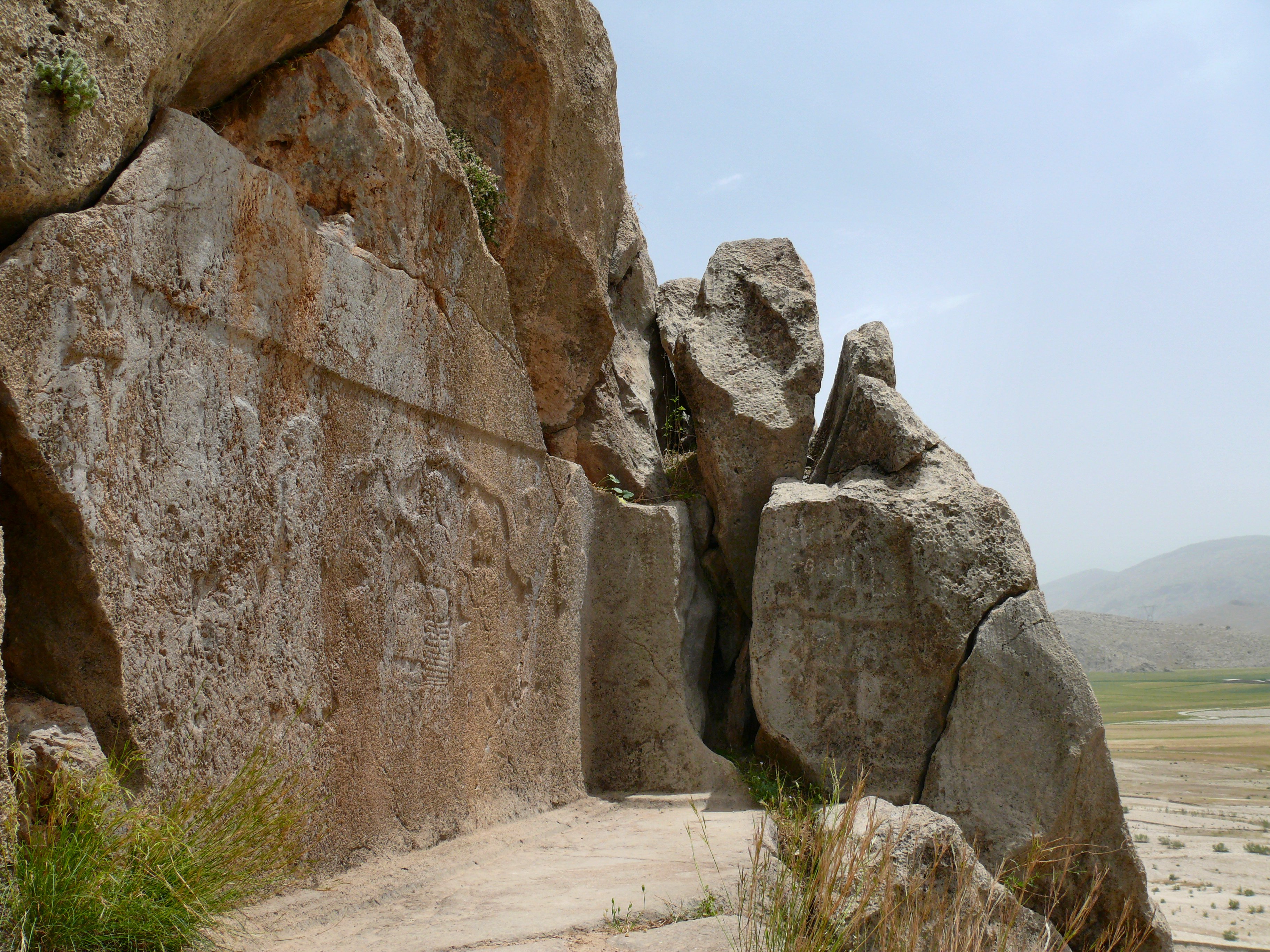
صحنه مرکزی نقش برجسته کورانگون

کیریریشا ایزدبانوی تمدن عیلام و همسر ناپیریشا، خدای بزرگ لیان و عیلام است. در کتیبه‌های شوش با عنوان بانوی لیان (بوشهر امروزی) آمده است. از دیگر القاب او همسر بزرگ، مادر خدایان، و محافظ شاهان است.

## تاریخچه
نام او برای اولین بار در آجرنوشته ای در معبد هومبان نومنا، شاه عیلام آمده است، که در آن آجر نوشته، معبد را به خدای بزرگ کری‌ریشا و خدایان محافظ زمین اهدا کرده‌است. 
شیلهاک اینششیناک در متنی،از هومبان نومنا با عنوان بنیانگذار مراسم مذهبی این ایزدبانو در شوش نام میبرد.همچنین این ایزد بانو جایگاهی بسیار بالا در زمان به سلطنت رسیدن شوتروک ناهونته و دو پسرش در عیلام پیدا می‌کند.

## همسری او با نپیریشا
در بعضی از کتیبه‌های عیلامی نام او به جای همراهی با نپیریشا؛ همسرش، با اینشوشینک خدای بزرگ شوش آمده است. شیلهاک اینشوشینک خود را خدمتگزار محبوب کری‌ریشا و اینشوشینک میداند. اما در منابع رسمی ملی عیلام همیشه کری‌ریشا به عنوان همسر نپیریشا، خدای بزرگ انشان، معرفی می‌شود. به نظر می‌رسد که موقعیت او در شوش کمی پیچیده تر بوده باشد. 

## ویژگیهای کیریریشا
براساس کتیبه‌های عیلامی، کری‌ریشا، به همراهی اینشوشینک، ایشنیکرب و لکمر  به داوری در دنیای مردگان می‌پردازد.
کری‌ریشا به عنوان نماد زنانه در مثلث خدایی عیلام همراه با همسرش نپیریشا و اینشوشینک خدای بزرگ شوش آمده است. در زیگورات چغازنبیل در شوش هم معبد این 3 خدا از معابد اصلی محسوب می‌شود.

## حضور کیریریشا درنقش برجسته کورانگون
در مورد ایزد و ایزدبانوی موجود در این نقش برجسته نظریات متعددی وجود دارد، دنیل پاتس باستان‌شناس استرالیایی با توجه به شواهد موجود در این نقش برجسته، مانند دو جریان آب و ارتباط آن با ائا خدای بین النهرین و برابری ائا با نپیریشیا در فرهنگ عیلامی، خدای اصلی را نپیریشا و ایزدبانوی کنار او را همسرش کری‌ریشا میداند. 
در این نقش برجسته کری‌ریشا در روی صندلی کنار همسر خود نشسته است، در حالی که کلاه شاخدار به سر دارد و صفی از نمازگزاران در روبروی او قرار دارند.